# S.O.B.
S.O.B. è un film di Blake Edwards del 1981 con protagonisti Julie Andrews e William Holden. Questo è l'ultimo film interpretato da Holden, morto il 12 novembre 1981. Il sottotitolo italiano della pellicola è Son of Bitch ma la sigla ha in originale anche altre allusioni (come Standard Operational Bullshit, che si riferisce ad una situazione in cui la mancanza di informazioni è la norma).

## Trama
Trattasi di una graffiante commedia sul cinema hollywoodiano dei primi anni ottanta. In essa Felix Farmer, produttore di successo, si ritrova a dover affrontare il suo primo fiasco al botteghino: un musical per bambini interpretato da sua moglie, Sally Miles, star del cinema specializzata in prodotti per famiglie. Nel tentativo di salvare il film decide di ritirare tutte le copie dalla programmazione e di rigirarlo, mantenendo la trama originaria ma rileggendola in chiave pornografica. La protagonista, da ragazza della porta accanto che duetta con cartoni animati e pagliacci, diventerà una ninfomane che si abbandona a lascivie con clown inquietanti in un sogno erotico in cui affronta la propria lussuria. Da segnalare la famosa scena in cui una recalcitrante e divertentissima Julie Andrews viene drogata dal marito/produttore affinché mostri il seno nudo in modo "artistico" (in realtà per soli motivi di cassetta), alla fine di una lunga ripresa musicale, tra lo stupore e le ovazioni dei presenti nello studio. La riedizione pornografica del film batte tutti i record di incassi mettendo sottosopra l'intera Hollywood. La casa di produzione, dalla quale Farmer aveva acquistato i diritti, esige una fetta del ricavato e cerca di incastrare il produttore con cavilli contrattuali. Nel tentativo di riprendere il controllo del proprio film il volitivo Felix Farmer viene ucciso negli studios. Il suo funerale diventa una fiera di vanità e ipocrisia. L'intero mondo del cinema è presente, anche gli "sciacalli" che volevano distruggerlo. La moglie/attrice, che nel frattempo si è rivelata essere - persino lei - venale e opportunista, canta la canzone preferita dal marito defunto mentre la platea di agenti, produttori, mogul, attori e altri addetti ai lavori, conclude contratti e pianifica nuove produzioni. L'ultima risata, però, spetta al cadavere di Felix. Viene trafugato dai suoi tre amici del cuore che lo celebrano con un funerale vichingo abbandonandolo, su una barca in fiamme, nell'oceano davanti alla sua Malibù.

## Tratti autobiografici
Considerato che nel personaggio di Farmer (interpretato da Richard Mulligan) si notano molti degli elementi della vita e della carriera del suo creatore e che il personaggio di Sally allude volutamente all'attrice che lo interpreta (Julie Andrews, moglie nella vita di Edwards sin dal 1969) e al disneyano Mary Poppins, personaggio cult del 1964 interpretato proprio dalla stessa Julie Andrews, ecco che ci troviamo di fronte ad uno dei film più autobiografici e corrosivi del regista statunitense.